# چریف توری ممام
چریف توری ممام (انگلیسی: Chérif Touré Mamam؛ زادهٔ ۱۳ ژانویهٔ ۱۹۸۱) یک بازیکن فوتبال اهل توگو است که در پست هافبک بازی می‌کند.
وی همچنین در تیم ملی فوتبال توگو بازی کرده‌است.